# 안동 봉정사 아미타설법도
안동 봉정사 아미타설법도(安東 鳳停寺 阿彌陀說法圖)는 경상북도 안동시 서후면, 봉정사에 있는 조선시대의 불화이다. 2010년 2월 24일 대한민국의 보물 제1643호로 지정되었다.

## 개요
이 그림은 조선조 후기 아미타설법도상의 규범이 되며 또한 17세기와 다른 18세기 초반의 화풍 경향을 잘 보여주고 있어 불교회화사의 중요한 자료이다.
1713년 도익(道益) 등이 조성한 아미타불화로서, 본존 아미타불을 중심으로 좌우에 10보살과 범천, 제석천, 10대제자, 벽지불, 사천왕, 팔금강 등을 배치하였다. 다른 불화에 비해 본존의 비중을 작게 함으로서 다수의 권속들을 표현함에도 불구하고 안정적이면서도 답답하지 않은 화면을 구성하였다. 원만한 상호묘사와 균형 잡힌 신체묘사, 유려한 필치, 금니의 화문 등 동일한 화승이 제작한 1731년 수다사 영산회상도 및 삼장보살도와 유사한 특징을 보여준다. 18세기 전반 경상북도 지역 불화의 특징이 잘 표현된 작품이다.

## 같이 보기
- 봉정사

## 참고 자료
- 안동 봉정사 아미타설법도 - 국가유산청 국가유산포털